# Герань лесная
Гера́нь лесна́я (лат. Geránium sylváticum) — вид многолетних травянистых растений рода Герань (Geranium) семейства Гераниевые (Geraniaceae).

## Другие названия
Кроме научного названия, герань лесная как приметное лесное растение с яркими цветами, имеющее лекарственное применение, известна под большим числом народных и местных имён. Самые старые и часто встречающиеся из них — болотник (название, под которым также известно большое число других растений), а также мозгуша и лесной-прущ. Кроме того, в разных местностях встречаются такие обиходные синонимы герани лесной как булавки, веселичная трава, грабилица, дубровка, змеёвка, икотная трава, Егорьево копьё, предлесник, пупавник, лесной репик, серпуха и другие.:251

## Ботаническое описание

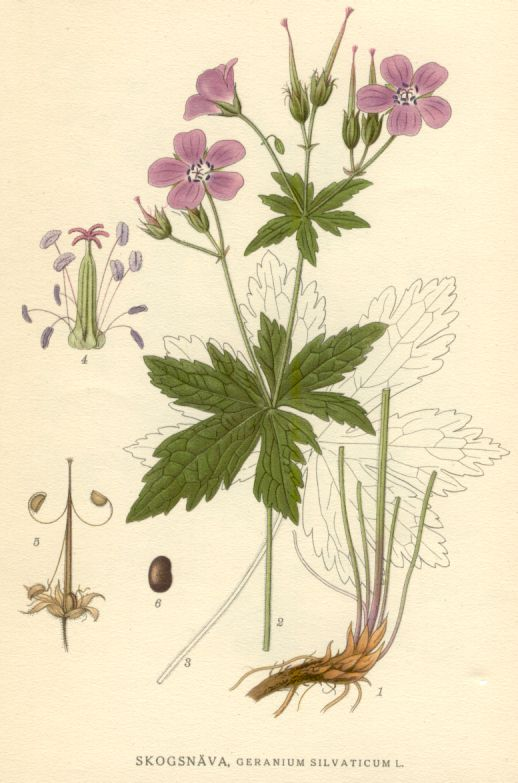

Косое или почти вертикальное корневище вверху утолщено и покрыто остатками прикорневых листьев.
Стебли достигают в высоту 30—80 см, прямостоячие, в верхней части разветвлённые, покрытые волосками.
Прикорневые почковидно-округлые (почти семираздельные) на длинных волосистых черешках листья собраны в розетку, сверху прижато-волосистые. Доли их широкоромбические или яйцевидные, неглубоко перистонадрезанные или крупнозубчатые. Средние стеблевые листья значительно меньше. Верхние стеблевые листья супротивные, почти сидячие. Ланцетные прилистники длиной до 2 см.
Цветки крупные, собраны по два в рыхлое соцветие. Лепестки обратнояйцевидные, длиной до 15—20 мм. В зависимости от почвенных условий, цвет лепестков варьирует от розовато-лилового до голубого, редко белый. Чашелистики в 1,5—2 раза короче лепестков. Тычинок десять, от половины высоты они реснитчатые, к основанию расширяются до узколанцетных.
Цветёт в июне — июле.
Плоды в центральной части европейской России созревают в июле — сентябре. Распространяется преимущественно семенами.

## Распространение и экология
Растение холодного и умеренного пояса Евразии.
В России распространена в европейской части, на Северном Кавказе и в Сибири.
Обычное растение тенистых смешанных и лиственных лесов, зарослей кустарников, растёт на довольно богатых увлажнённых почвах.

## Значение и применение
По наблюдениям на Кольском полуострове северным оленем (Rangifer tarandus Linnaeus) поедается не особо охотно, а на Северном Урале летом поедается хорошо. В Кабардино-Балкарии отмечено поедание западнокавказским туром (Capra caucasica).
По наблюдениям О. И. Семёнова-Тян-Шанского в Лапландском заповеднике верхушки с листьями поедаются европейским лосём (Alces alces Linnaeus).
Из цветков лесной герани изготавливали серо-голубой краситель, который использовали в древней Европе, чтобы окрашивать воинские плащи. Предполагалось, что это защитит их в бою.
Медоносное растение. Менее медоносна, чем герань кроваво-красная. Медовая продуктивность в условиях Западной Сибири может достигать 32 кг/га.
Лекарственное и декоративное растение.

## Герань лесная в культуре
Герань лесная — цветок графства Шеффилд в Великобритании.

## Сорта
- 'Album'. Высота куста около 50 см, ширина около 35 см. Цветки белые, диаметром около 30 мм. Цветение в апреле-мае, повторное цветение в августе. Местоположение: полутень. Рекомендуемая плотность посадки 9 шт\м. Переносит понижения температуры до −29°С2[14].
- 'Amy Doncaster'. Высота куста около 50 см, ширина около 35 см. Цветки голубые с белым центром, диаметром около 30 мм. Цветение в апреле-мае, повторное цветение в августе. Местоположение: полутень. Рекомендуемая плотность посадки 9 шт\м2. Переносит понижения температуры до −29°С[15].
- 'Mayflower'. Высота куста около 50 см, ширина около 35 см. Цветки лилово-синие с белым центром, диаметром около 30 мм. Цветение в апреле-мае, повторное цветение в августе. Местоположение: полутень. Рекомендуемая плотность посадки 9 шт\м2. Переносит понижения температуры до −29°С[16].
- 'Meran'. Высота куста около 50 см, ширина около 35 см. Цветки фиолетовые с белым центром, диаметром около 30 мм. Цветение в апреле-мае, повторное цветение в августе. Местоположение: полутень. Рекомендуемая плотность посадки 9 шт\м2. Переносит понижения температуры до −29°С[17].
- 'Wannerii'. Высота куста около 50 см, ширина около 35 см. Цветки нежно-розовые, диаметром около 35 мм. Цветение в апреле-мае, повторное цветение в августе. Местоположение: полутень. Рекомендуемая плотность посадки 9 шт\м2. Переносит понижения температуры до −29°С[18].

## Классификация

### Таксономия
Geranium sylvaticum L., 1753, Sp. Pl. : 681
Вид Герань лесная относится к роду Герань (Geranium) семейства Гераниевые (Geraniaceae) порядка Гераниецветные (Geraniales). Таксономическая схема в соответствии с Системой APG IV по состоянию на декабрь 2023 года:
|  |                          |  |                                   |                                   |                      |  | еще 6 семейств | еще 6 семейств |               |  |  |  | еще 358 подтвержденных видов и 144 вида, ожидающих подтверждения |
|  |                          |  |                                   |                                   |                      |  | еще 6 семейств | еще 6 семейств |               |  |  |  | еще 358 подтвержденных видов и 144 вида, ожидающих подтверждения |
|  |                          |  |                                   | порядок Гераниецветные            |                      |  |                |                | род Герань    |  |  |  |                                                                  |
|  |                          |  |                                   | порядок Гераниецветные            |                      |  |                |                | род Герань    |  |  |  |                                                                  |
|  | клада Цветковые растения |  |                                   |                                   | семейство Гераниевые |  |                |                | Герань лесная |  |  |  |                                                                  |
|  | клада Цветковые растения |  |                                   |                                   | семейство Гераниевые |  |                |                |               |  |  |  |                                                                  |
|  |                          |  | ещё 63 порядка цветковых растений | ещё 63 порядка цветковых растений |                      |  |                | еще 6 родов    | еще 6 родов   |  |  |  |                                                                  |
|  |                          |  |                                   | ещё 63 порядка цветковых растений |                      |  |                |                | еще 6 родов   |  |  |  |                                                                  |

### Синонимы
- Geranium alpestre Schur
- Geranium angulatum Curtis
- Geranium argenteum Geners. ex Wahlenb.
- Geranium batrachioides Cav.
- Geranium caeruleopurpureum Gilib.
- Geranium caroli-principis Pantu
- Geranium eglandulosum Dalla Torre
- Geranium fastigiatum Gliem. ex Bab.
- Geranium lemanianum Briq.
- Geranium purpureocaeruleum Ledeb.
- Geranium ranunculifolium Schur ex Nyman
- Geranium sylvaticum var. glanduligerum Petrova & Kožuharov
- Geranium sylvestre Olaf. & Pov. ex Bab.
- Geranium transsylvanicum Schott & Kotschy ex R.Knuth
- Geranium venosum Pers.